# 和歌山県立田辺中学校・高等学校
和歌山県立田辺中学校・高等学校（わかやまけんりつ たなべちゅうがっこう・こうとうがっこう）は和歌山県田辺市学園にある県立中学校・高等学校。略称は「田中」（でんちゅう）、「田高」（でんこう）。敷地内に和歌山県立南紀高校が隣接している。
2017年よりユネスコスクールのネットワーク（ASPnet）に加盟している。

## 概要
1948年（昭和23年）4月に和歌山県立田辺中学校（明治29年創立）・和歌山県立田辺高等女学校（明治39年創立）・和歌山県立田辺商業学校（大正5年創立）・田辺市立田辺高等家政女学校（昭和2年創立）の旧制4校を母体とする形で創立した。
2006年（平成18年）4月10日には自然科学科に接続する併設中学校である和歌山県立田辺中学校が開校し、併設型中高一貫校になった。和歌山県立中学校は2006年4月7日まで和歌山県立向陽中学校（和歌山市）のみであったが、同日和歌山県立古佐田丘中学校（橋本市、県立橋本高校に併設）が開校している。田辺中学校は古佐田丘中学校に続く3校目の県立中学校となった。
2006年（平成18年）5月29日午後9時頃、学校内で男子生徒が心室細動により死亡する事故が発生。この事故を受け、学校側はAED（自動体外式除細動器）を導入することを決定。また同年7月には全校生徒を対象とした救命講習を開催した。これは教育機関としては非常に早期のAED導入であった。

## 沿革
- 1948年4月 - 学制改革により旧制4校を母体として創立。普通科、商業科、家庭技芸科を設置した。初代校長は佐藤要三。
- 1948年5月10日 - 旧田辺中学校校舎・旧田辺家政校舎・旧中部中学校校舎を使用して開設（のちに田辺市役所、紀南文化会館の敷地として使用）
- 1948年6月30日 - 家庭技芸別科（修業年限1年）を設置。7月1日より授業開始。
- 1948年10月 - 定時制課程を設置。
- 1950年4月 - 家庭技芸別科、募集停止。
- 1958年4月 - 商業科、家庭技芸科が和歌山県立田辺商業高等学校（後の和歌山県立神島高等学校）として分離。
- 1959年9月27日 - 学校のグラウンドに新聞の号外を投下しようとしていた産業経済新聞社の輸送機が、故障により田辺市沖合に墜落[3]。
- 1963年4月- 定時制課程が和歌山県立南紀高等学校として分離。
- 1968年11月 - 新校舎起工式を挙行
- 1970年3月17日 - 新校舎の完成により現在の田辺市学園1-71（当時の地名は田辺市神子浜（みこのはま）408番地）へ移転
- 1994年4月 - 自然科学科を設置。
- 2006年4月10日 - 和歌山県立田辺中学校（併設型中高一貫校）設置
- 2006年5月29日 - 校内で男子生徒が心室細動を発症。病院に搬送された後、死亡した[2]。
- 2009年3月 - 和歌山県立田辺中学校 卒業式 個人情報上撮影禁止の問題が起きる[4]。
- 2020年4月 - 普通科定員を240人から200人へ変更[5]。

## 部活動

### 運動部（高校）
- 陸上
- 体操
- 卓球
- 野球（旧制田辺中学校時代を含めて1947年春〈第19回〉・1948年春〈第20回〉・1995年夏〈第77回〉・2024年春〈第96回〉[6]甲子園出場）
- ソフトテニス
- バスケット
- バレー
- 剣道
- 柔道
- ボート
- サッカー
- 水泳
- 少林寺拳法
- ラグビー
- ワンダーフォーゲル
- ホッケー
- 応援団
- 硬式テニス

### 文化部（高校）
- 写真
- 文芸
- 合唱
- 調理
- 茶道
- 華道
- 書道
- 美術
- 科学
- 生物
- 英会話
- 邦楽
- 造園
- 吹奏楽
- 放送
- 囲碁・将棋
- 図書（専門委員会）
- 新聞（準クラブ）

## 著名な出身者（旧制田辺中学時代も含む）

### 政治家
- 片山哲
- 大島靖
- 早川崇
- 大島弘
- 西口勇
- 井澗誠
- 大江康弘
- 玉置公良

### 経済
- 福田良之 - 海外通信・放送・郵便事業支援機構社長、新光投信会長
- 小嶋淳司 - がんこフードサービス創業者、日本フードサービス協会会長

### 学術
- 小山清人
- 脇村義太郎

### 文化
- 中瀬ゆかり
- 楠本まき

### 芸能
- 桂三歩
- 南方英二 - チャンバラトリオ
- 春風亭橋蔵

### スポーツ
- 植芝盛平 - 合気道
- 早田卓次 - 体操
- 蒲田勝 - 陸上
- 北田佳世 - 柔道

### 野球
- 南温平
- 寺本哲治
- 岩本尭
- 上田重夫
- 木下透
- 藤井了
- 西岡良洋
- 春日伸介
- 新家颯

### アナウンサー
- 桂紗綾
- 楠淳生

### 行政・司法
- 真砂靖 - 官僚、元・財務事務次官
- 堺徹 - 最高裁判所判事（2021年9月から）、東京高等検察庁検事長[7]

## 和歌山県立田辺中学校
和歌山県立向陽中学校（和歌山市、和歌山県立向陽高等学校に接続）、和歌山県立古佐田丘中学校（橋本市、和歌山県立橋本高校に接続）に次ぐ第三の県立併設中学校として、2006年4月10日に開校、第一回入学式が行われた。田辺高校自然科学科に接続する。略称は 田中（でんちゅう）。田辺高校の前身である旧制・田邊中学校と名称が同一であることから、学校パンフレットでは「よみがえる田辺中学校」とされている。

## 卒業式撮影禁止
2009年（平成21年）に開校初めての卒業式を行う中学校は、保護者に対して「個人情報保護」を理由にカメラやビデオでの撮影を禁止する旨の通達をした。保護者の撮影について、県の教育委員会は学校側に判断を任せているが、校長は「個人情報保護」とともに、多数の保護者が一斉に撮影をすることで厳粛に式を行うことが難しくなると主張している。この件については新聞やインターネットなどで報道された。